# Mystacella aurea
Mystacella aurea là một loài ruồi trong họ Tachinidae.